# Auguste Mallet
Auguste Mallet, né le 3 mai 1913 à Thiergeville et mort le 9 décembre 1946 à Paris, est un coureur cycliste français. Professionnel de 1936 à 1946, il a remporté une étape de Paris-Nice.

## Biographie
Surnommé « Trompe la mort », Auguste Mallet connaît une succession de drames tout au long de sa carrière. En 1936, une chute lors de Paris-Roubaix lui vaut d'être hospitalisé dans le coma à l'hôpital de Beauvais pendant une semaine. Au début de la saison 1938, il se fracture le crâne après une chute dans la descente du col de la République lors d'une étape de Paris-Nice. Remis de ses blessures, il dispute le Tour de France 1938 au cours duquel il est renversé par un suiveur dans la descente du col d'Izoard. Grièvement blessé, il est victime d'une éventration. Pendant la Seconde Guerre mondiale, il est blessé lors des combats à Dunkerque et reçoit la Croix de guerre et la Médaille militaire pour conduite héroïque. De retour à la compétition après la Libération, il est renversé par une voiture lors des championnats de France 1944, puis est à nouveau hospitalisé pendant une durée de deux mois après avoir lourdement chuté sur la course Rouen-Caen-Rouen en 1945. Ces blessures à répétition n'entament pas sa détermination : Auguste Mallet remporte ainsi le Grand Prix des Alpes en 1946. Il trouve pourtant la mort la même année : le 9 décembre, alors qu'il circule à vélo dans Paris, il tombe et est écrasé par un camion. Il meurt pendant son transfert à l'Hôtel-Dieu, à l'âge de 33 ans.

## Distinctions
- Croix de guerre 1939–1945
- Médaille militaire

## Palmarès
- 1937
  - 2e étape du Tour de l'Oise
  - 2e du Tour de l'Oise
- 1938
  - 2e étape de Pais-Nice
  - Grand Prix de Nice

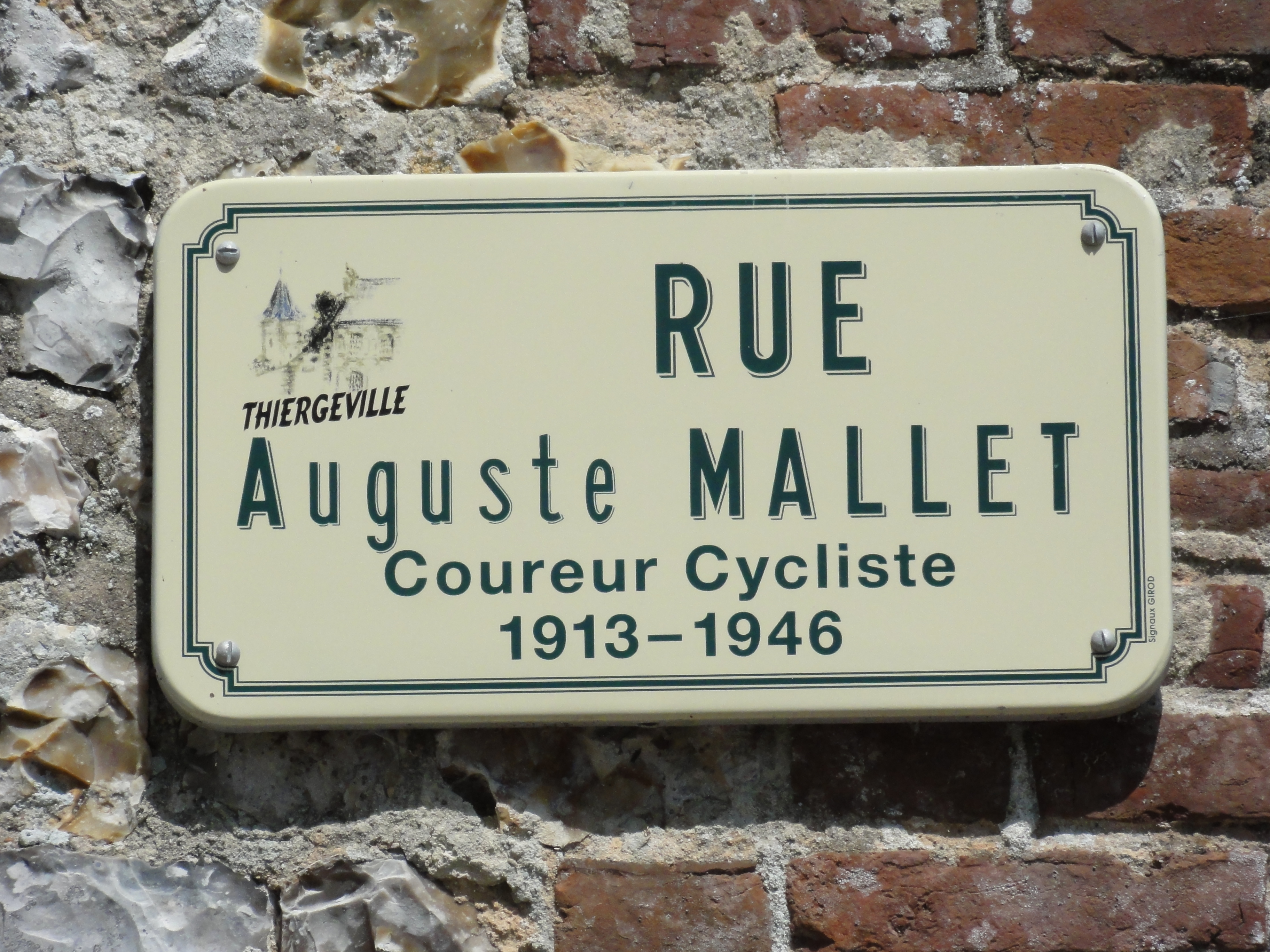
Rue Auguste-Mallet à Thiergeville.

  - 2e de la course de côte du mont Faron
  - 5e de Milan-San Remo
- 1939
  - Rouen-Caen-Rouen
  - 2e du Circuit du Cantal
- 1943
  - Nice-Mont Agel
- 1944
  - 2e du Circuit boussaquin
- 1945
  - 2e du Circuit lyonnais
  - 3e du Grand Prix du Pneumatique
  - 3e de la course de côte du mont Faron
- 1946
  - Grand Prix des Alpes
  - 3e de la Polymultipliée
  - 8e de Paris-Nice

## Résultats sur les grands tours

### Tour de France
2 participations
- 1938 : abandon (14e étape)
- 1939 : 13e